# Отряд Асано
Отряд «Асано» (яп. 浅野部隊)  — вооруженное формирование в армии Маньчжоу-го, сформированное из белых эмигрантов, живших в Маньчжурии.

## Планирование
В конце 1936 г., по плану, разработанным полковником Кавабэ, Торасиро из штаба Квантунской армии, было принято решение объединить разрозненные военизированные эмигрантские отряды (которые создавались с 1932 г.), в том числе и группы лесной, горной полиций, охранных отрядов, прошедших специальное обучение, в единую воинскую часть. Но формирование единой воинской части из российских эмигрантов затянулось, и она появилась только к началу 1938 года.

## Создание
В начале 1938 г. было сформировано первое русское военное подразделение в составе армии Маньчжоу-Го, получившее название по имени его командира — майора (с 1939 г. — подполковника и позднее полковника) Асано Макото. Помощником его был эмигрант Г. Х. Наголян. Отряд, формировавшийся как разведывательно-диверсионный, был законспирирован и базировался вблизи железнодорожной станции Сунгари II в шестидесяти километрах от Харбина. Первый состав подразделения численностью до 250 человек формировался из специально направленных в отряд полицейских из русских подразделений лесной полиции, членов учебной команды Российского фашистского Союза, представителей Монархического объединения, молодых людей, имевших технические специальности, и казачьей молодежи. Официальной датой основания отряда стало 29 апреля 1938 г., когда было закончено комплектование, и подразделение получило государственный акт Маньчжоу-Го.

## Организация
Первоначально отряд имел в своём составе четыре части, именовавшиеся по фамилиям их командиров: Васио, Асакура, Кусиада и Оомура. Часть Васио являлась стрелковой, имела на вооружении японские винтовки. Часть Асакура планировалась как саперная, но фактически действовала, как стрелковая. Часть Кусиада была артиллерийской (на вооружении — горная пушка и бомбомёт на конной тяге). Часть Оомура — радиотелеграфная связь. Срок службы в отряде составлял три года. В 1939 году отряд «Асано» стал кавалерийским. Позднее русских воинских отрядов  стало три: Сунгарийский кавалерийский отряд, Ханьдаохэцзийский пехотный отряд, Хайларский казачий отряд. Общая численность отрядов составляла до 800 человек .

## Состав
Вначале в отряд «Асано» набирались добровольцы. Позднее набор проходил в порядке мобилизации лиц из среды эмигрантов в возрасте от 18 до 36 лет. Мобилизацию россиян организовывала японская военная миссия. Именно она определяла годность для службы призывников по состоянию здоровья.

## Униформа
Курсанты отряда «Асано» носили униформу армии Маньчжоу-Го, которая представляла собою копию японской униформы — тип 98. Головным убором у рядовых служило кепи с пятиконечной звездой. Офицеры также использовали фуражку.

## Боевое применение
В 1938 году отряд использовался японцами в боях против корейских партизан. Взвод отряда «Асано» принимал участие в боях у озера Хасан. Чины взвода использовались главным образом для восстановления связи между японскими подразделениями. Отряд «Асано» участвовал в боях в районе реки Халхин-Гол (май — сентябрь 1939 г.) — так называемый Номонганский инцидент: японо-советское столкновение за спорные территории вдоль реки Халхин-Гол. В ходе боев погиб радист отряда Михаил Натаров. У «асановцев», по данным разных источников, при этом были как успехи, так и неудачи, которые были вызваны присутствием в отряде советских агентов. В то же время некоторые россияне на японской службе совершали такие подвиги, что их ставили в пример даже самураям.

## В период 1940—1943 гг
В 1940 г. русские пехотные части из «Асано» стояли на станции Ханьдаохэцзы. Возглавлял их российский майор маньчжурской службы А. Н. Гукаев. С началом Великой Отечественной войны из числа российских чинов отряда «Асано» отобрали 400 самых лучших бойцов, предназначенных к заброске в советский тыл для проведения диверсий. Чтобы не привлекать внимания, их одели в гражданскую одежду и направляли пятью группами по железной дороге в сторону Сахаляна к селу Кумаэр. Им было выдано российское и японское вооружение, включая 75-мм орудия. Асановцы подверглись на месте усиленной антикоммунистической обработке. Заслушав краткосрочный курс пропаганды, они освоили подрывное дело. В каждой группе находились представители из японской военной миссии в Харбине, которые установили в них жесткую дисциплину и добились чёткого знания каждым бойцом уставов японской и советской армий. Летом 1941 г. на ст. Сунгари II была сформирована вторая очередь отряда Асано, а осенью созданы новые российские военные подразделения на станции Ханьдаохэцзы под названием «Асайоко» (отряд Асано на ст. Ханьдаохэцзы) который был образован в сентябре из российских полицейских горно-лесной полиции, не достигших тридцатилетнего возраста, и военнослужащих отряда Асано, набранных из эскадронов Катахира и Казияма. Отряд Асайоко состоял из двух пехотных взводов численностью около ста человек. Командиром отряда являлся капитан Кимамура Морио, командиром 1 взвода — А. Н. Гукаев, в звании поручика Маньчжурской императорской армии, командиром 2 взвода — поручик Агеев, бывший курсовой офицер Военно-полицейского училища.
Срок службы первоначально составлял три месяца, в дальнейшем полгода. Начиная с 1942 г., все молодые белые эмигранты подлежали призыву в «Асано». Российская бригада насчитывала 3500 штыков и сабель и столько же резервистов. Летом 1943 г. в отряд со ст. Сунгари II прибыл капитан Асакура и несколько российских инструкторов. В составе отряда появились новые группы — стрелковая, гранатомётчиков, радистов, подрывников, а численность рядового состава увеличилась до 80 — 100 человек.
Даже после Курской битвы, когда японцы окончательно отложили идею нападения на СССР в обозримом будущем, японские спецслужбы продолжали черпать из отряда «Асано», переведённого в разряд обычного воинского подразделения, кадры разведчиков и диверсантов. Кроме того, поскольку российские части считались одними из самых надёжных и боеспособных в Маньчжурской императорской армии, их готовили к возможному подавлению восстания в маньчжурских частях и для антипартизанских операций. До ноября 1943 г. среди командного состава российских отрядов преобладали японские офицеры. Так, до этого времени отряд «Асано» возглавлял Макото Асано. С ноября 1943 г. японские офицеры были заменены российскими.

## Переформирование и окончание деятельности
С декабря 1943 г. отряд «Асано» был переформирован в Российские воинские отряды. На этом история данного военного подразделения — отряда «Асано» закончилась. Несмотря на это, многие ошибочно называли дальнейшие формирования российских частей на стороне Квантунской армии «бригадой» «Асано».